# Angry Birds Go!
Angry Birds Go! è stato un videogioco di tipo simulatore di guida e spin off della serie originale, ispirato alle gare di tipo downhill ("in discesa"), è l'ottavo videogioco basato sul famoso franchise di Angry Birds. Sviluppato da Rovio Entertainment e inizialmente disponibile come free app sull'App Store e Google Play dall'11 dicembre 2013 in tutto il mondo. Nel videogioco è possibile trasferire altri modelli di vetture e personaggi disponibili utilizzando delle Action figure, chiamati Telepods, semplicemente avvicinandoli alla fotocamera del dispositivo. Il videogame è ambientato nella Piggy Island, mondo fantasioso dove si svolgono le vicende di Angry Birds. Dall'11 novembre 2013, era disponibile la app ma solo in versione dimostrativa e chiamata Angry Birds Go! Countdown, la quale segnalava quanti giorni mancavano all'uscita del gioco completo, spiegava le meccaniche, dava alcune info e simulava la corsa. Sul franchise di Angry Birds Go sono stati prodotti alcuni giochi da tavolo.
(Tratto dalla app ufficiale)

## Modalità di gioco
La corsa parte dalle sommità di una collina lanciati da fionde, le stesse usate negli altri giochi della serie, scendendo il percorso bisogna arrivare al traguardo superando vari ostacoli. Il tracciato non è lineare infatti si possono prendere scorciatoie o vie diverse, per giungere al traguardo. Il controllo del veicolo è affidato all'accelerometro o a tasti virtuali del dispositivo. Si può attivare la modalità turbo con un apposito tasto virtuale e l'effetto scenografico varia a seconda del personaggio usato. I Kart disponibili devono essere necessariamente potenziati per poter proseguire con il gioco, o in alternativa si possono acquistare in applicazione quelli specifici per ogni personaggio. Le modalità di corsa sono cinque. Il videogioco è completamente localizzato in italiano.

## Personaggi e automobili
Si inizia a giocare con Red poi per reclutare altri personaggi li si deve sconfiggere 3 volte nella modalità caccia al campione. Avrete a disposizione 3 macchine che potrete comprare con le monete o con le gemme. Poi le altre si possono comprare con le gemme o si vincono se siete primo al torneo settimanale.
Uccelli:
- Red, Super Roaster. Potere speciale, accelerata (overboost).
- Stella, Soda Pop Sedan. Potere speciale, barriera dentro una bolla di sapone.
- Bomb, Big Bang e Big Bang Special Edition. Potere speciale, esplosione che fa perdere il controllo ai kart nelle vicinanze.
- Blues, Tri-Toaster. Potere speciale, tre piccole accelerate attivabili anche in sequenza.
- Bollicino, Rapid Rider. Potere speciale, trasformazione in sfera capace di spazzare via i kart degli avversari e di rotolare lontano
- Matilda, Tub-Copter. Potere speciale un uovo che spazza via i kart davanti.
- Chuck, Mega Rocket. Potere speciale, accelerata che porta lontano
- Hal, Shoemerang. Potere speciale, un tornado che spazza via i kart davanti.
- Terence, Beep Beep. Potere speciale un fulmine che butta fuori pista i kart vicini.
- Senna Bird. Disponibile dal 2 luglio 2015 dopo aver sconfitto Bomb. Potere speciale, accelerata che porta lontano. Se si vincono 41 corse con esso si sblocca il suo casco gratuitamente.

Maiali:
- Re dei maiali, Royal Rumbler. Potere speciale un tappeto con dei palloncini che fa volare e superare.
- Maiale caposquadra, Crimson Baron. Potere speciale delle dinamiti da lanciare tre volte.
- Maiale caporale, Dragster Snout. Potere speciale si fa ruotare intorno 3 elmi e spazza via i kart vicini .
- Maiale semplice. Giocabile solo dal CPU.

## Piste e modalità
Le piste inizialmente disponibili sono cinque.
- Seedway, Piggy Plateau, Treasure Trail. La prima e la più semplice, salti lievi e curve dolci. Campioni da reclutare Stella e Bomb.
- Rocky Road, Mighty Mountain, Hog Hideaway, Oink Canyon. In questa pista ci sono molti ostacoli sparsi e le curve sono già molto impegnative con molti salti. Campioni da reclutare sono Blues, Re Dei Maiali e Terence.
- Sub Zero, The Toboggan, Frostbite, Ice Cracker. Disponibile dal 20 marzo 2014, è un tracciato innevato e ghiacciato con vari salti e curve molto lunghe. Per l'occasione i kart sono sostituiti da motoslitte, la modalità caccia alla frutta è sostituita con caccia ai dolci e la caccia al campione è sostituita con slalom dove bisogna attraversare delle porte in pista.
- Air, Balloon Frenzy, Flying Fortress, Rapid Descent. Questa pista è aerea e sono poche le parti a terra. Campioni da reclutare sono Bollicino, Matilda e il Maiale Caposquadra.
- Stunt, è molto curvata e difficile. Campioni da reclutare sono Hal, Maiale Caporale e Chuck.

Le modalità di corsa sono cinque.
- La prima è la classica sfida gara a chi arriva primo su otto concorrenti.
- Duello dove la gara sarà uno contro uno a tre diverse difficoltà.
- Contro il tempo bisogna arrivare al traguardo prima dello scadere del tempo, rappresentato da una miccia accesa collegata ad una bomba.
- Caccia alla frutta, qui non importa se si arriva primo ma bisogna schiacciare una determinata quantità di frutta sparsa sul tracciato.
- Caccia al campione, bisogna battere il campione in tre gare per poterlo reclutare e usare successivamente.